# Heath Freeman
Heath Freeman (New York, 23 giugno 1980 – Los Angeles, 14 novembre 2021) è stato un attore statunitense. Era noto per aver interpretato il ruolo di Gavin Dillon nella serie televisiva statunitense Avvocati a New York, e ruoli in Bones (come il serial killer Howard Epps), NCIS - Unità anticrimine e Skateland.

## Morte
Freeman è morto per intossicazione combinata da droghe nel novembre 2021, all'età di 41 anni.

## Filmografia

### Cinema
- Skateland, regia di Anthony Burns (2010)
- Caccia al mostro (Dark Was the Night) , regia di Jack Heller (2014)
- Home Sweet Hell, regia di Anthony Burns (2015)
- Il settimo giorno (The Seventh Day), regia di Justin P. Lange (2021)
- Una squadra di 12 orfani (12 Mighty Orphans), regia di Ty Roberts (2021)

### Televisione
- E.R. - Medici in prima linea (ER) – serie TV, episodio 7x19 (2001)
- The Wonderful World of Disney – serie TV, episodio 44x18 (2002)
- Tru Calling – serie TV, episodio 1x01 (2003)
- NCIS - Unità anticrimine (NCIS) – serie TV, episodio 1x08 (2003)
- Medical Investigation – serie TV, episodio 1x16 (2005)
- Bones – serie TV, 3 episodi (2005-2007)
- The Closer – serie TV, episodio 3x04 (2007)
- Trust Me – serie TV (2008)
- Senza traccia (Without a Trace) – serie TV, episodio 7x20 (2009)
- Avvocati a New York (Raising the Bar) – serie TV, 7 episodi (2008-2009)
- Spartacus – serie TV, 4 episodi (2009-2010)

## Doppiatori italiani
Nelle versioni in italiano delle opere in cui ha recitato è stato doppiato da:
- Fabrizio Picconi in NCIS - Unità anticrimine
- Marco Vivio in Bones
- Alessandro Quarta in The Closer